# 色拉曲定日追
色拉曲定日追（藏語：སེ་ར་ཆོས་སདིངས་རི་གྲོད་，威利转写：Se ra chos sdings ri khrod），位于西藏自治区拉萨市城关区，是一座藏传佛教格鲁派寺院。

## 简介

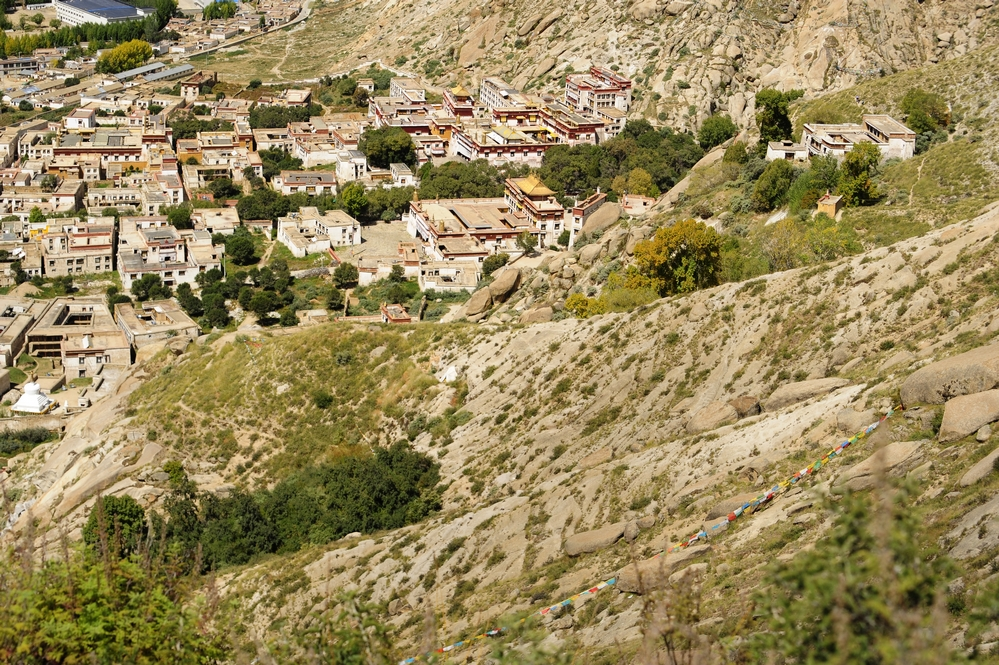
色拉曲定日追与色拉寺全景

色拉曲定日追位于色拉乌孜山顶，是一座很小的藏式建筑，外形既像宫殿，又像寺庙。周围有几十棵松柏。该寺是当年宗喀巴坐夏修行的禅院。
1407年春，宗喀巴将传教地点由山南改到拉萨河谷，拉萨地区首领柳乌·朗噶桑布在色拉乌孜山上兴建了该寺，作为宗喀巴的夏日安居及传法之所。宗喀巴在此居住两年，收徒六百多名。应弟子们请求，宗喀巴注释了《中论广疏》，写出了《了义不了义辩》等著作，奠定了格鲁派的理论基础。同时，宗喀巴创建了拉萨传召大法会，使格鲁派名声日隆。
宗喀巴住在色拉曲定日追时，克珠杰曾带着萨迦派高僧仁达瓦的推荐信从后藏来到这里拜见宗喀巴。见面后，克珠杰向宗喀巴提出了许多经书中的问题，宗喀巴很高兴，收其为弟子。
明朝永乐帝派遣四位使者带着诏书及贵重礼品来拉萨，专程邀请宗喀巴到明朝首都南京传法，出任明朝的国师，主持南京及皇宫的佛事活动。宗喀巴虑及格鲁派正在形成，许多重要著作尚未完成，故不想长期离开西藏。第一次四位使者来到色拉曲定日追，但宗喀巴到热卡扎洞闭关修行。于是四位使者请西藏阐化王扎巴坚赞及拉萨地区长官柳乌·朗噶桑布作陪，终于在色拉曲定日追见到了宗喀巴。宗喀巴接受了永乐帝的诏书及礼品，说明了自己一时难以赴南京的原因，并推荐上首弟子释迦益西随使者赴南京。后来，释迦益西在南京举办了许多宗教活动，兴建了法源寺，并且治好了永乐帝的疾病。永乐帝赐封释迦益西为大慈法王。返回西藏后，释迦益西遵照宗喀巴的吩咐，在拉萨北郊兴建了色拉寺。
色拉曲定日追虽然很小，但经堂、佛殿一应俱全。宗喀巴及其弟子贾曹杰、克珠杰的静修室，至今仍保存完好。